# Kappadókiai görög nyelv
A kappadókiai görög nyelv vagy egyszerűen kappadókiai nyelv a görög nyelv egy kihalófélben levő változata, amit valaha Kappadókia vidékén beszéltek, a mai Törökország legbelső régiójában. Az első világháború után a török és a görög állam lakosságcsere egyezményt kötött, ennek értelmében az európai területekről a török nemzetiségűeket, Kis-Ázsiából a görögöket űzték el. A szétszóródás következtében a kis-ázsiai görögök lassan áttértek a kappadókiai nyelvről a modern görög irodalmi nyelvre. 2005-ben Mark Janse holland professzor és a görög Dimitrisz Papazakariou professzor elkezdte feltárni részletekbe menően a kappadókiai nyelvet, főleg még élő anyanyelvi beszélőkkel, akik Görögországban élnek.

## Története
A kappadókiai görög nyelv a bizánci görög nyelv koine nevezetű változatából származik, amely az ógörög ión dialektusaival áll rokonságban. A koine görög nyelv egy közvetítő nyelv volt az ókor végén és a középkor századaiban, egészen a 11. századig. A manzikerti csata után történt, amikor Kappadókia muzulmán uralom alá jutott, a koinei görög kezdett elszigetelődni és így a belőle születő kappadókiai nyelv ellentétes alakuláson ment át az újgöröggel szemben. A kappadókiai görög nyelv első írásos emlékeit perzsa és arab költők jegyezték fel, arab írással. A középkorból nem maradtak fenn feljegyzések a kappadókiairól, esetleg csak közvetve török dokumentumokból. A kappadókiai görögség mint szigetszerűen helyezkedett el a többségi török nemzettől határolva, ezért jelentős török hatások érték a nyelvet. Írásos hagyományai csak a 19. században alakultak ki. A kappadókiai görög nyelv nyelvtanát 1916-ban Richard MacGillivray Dawkins a Cambridge-i Egyetem professzora írta meg, aki 1909. és 1911. között alapos kutatásokat végzett Kappadókiában. A lakosság cserét követően a Görögországba érkező kappadókiaiak nyelvével már a görög tudósok is aktívan kezdtek foglalni.
A 20. század utolsó évtizedeitől újból feléledt a kappadókiai nyelv iránti érdeklődés, amely Janse és Papazakariou tevékenységének is köszönhető, így várhatóan újabb szöveggyűjtemények, szótárak és nyelvtan jelenhet meg, amely a kappadókiaival foglalkozik. Mindezek ellenére a nyelv beszélőinek számát illetően növekedés nem várható és a kappadókiai igen közel áll a kihalásához.

## Jellegzetességei
A kappadókiai nyelv egyrészt megőrizte a bizánci görög archaizmusait, másrészt a török nyelv befolyása miatt tér el jelentősen az újgörög nyelvtől. A török nyelvből vett át például ü, ö, ı magánhangzókat, illetve  b, d, g, š, ž, tš, dž mássalhangzókat. A török nyelv befolyásolta még a kappadókiai ragozást és szórendiséget is.

### Nyelvjárások
A kappadókiai görögnek több különféle dialektusa alakult ki, miután az egyes falvak között is komoly távolságok és földrajzi eltérések adódtak. A nyelvjárások:
- Északkelet-kappadókiai
- Északnyugat-kappadókiai
- Közép-kappadókiai
- Délnyugat-kappadókiai
- Délkelet-kappadókiai
- Farazai (ma Yahyalı és Kayseri falvak)
- Szillei